# Фрідріх Арнольд Брокгауз
Фрі́дріх Арно́льд Брокга́уз (нім. Friedrich Arnold Brockhaus; 4 травня 1772, Дортмунд — 20 серпня 1823, Лейпциг) — німецький видавець, засновник видавничої фірми «Брокгауз» і видавець енциклопедії «Брокгауз».

## Біографія
Фрідріх Арнольд Брокгауз народився 4 травня 1772 року в Дортмунді.
Відвідував місцеву гімназію, потім вивчав торгову справу в Дюссельдорфі, а у 1793 році виїхав до Лейпцига, де протягом двох років досить наполегливо займався науками і вивченням новітніх мов. 1795 року, у Дортмунді, він заснував гуртову торгівлю англійськими мануфактурними товарами, яку у 1802 році перевів у Амстердам, та котру, унаслідок закриття європейського материка для англійських товарів наприкінці 1804 року, був змушений припинити.
Відчуваючи особливу схильність до книжкової торгівлі, Брокгауз, 15 жовтня 1805 року, заснував у Амстердамі підприємство з торгівлі та видання німецьких книг, номінальним власником якого став спочатку друкар І. Г. Ролоф, оскільки Брокгауз, як іноземець, не міг бути членом книготорговельної корпорації, і яке через це діяло спочатку під фірмою «Rohloff u. Comp.», а з 1807 року стало називатися «Kunst-und Industrie Comptoir».
Засноване Брокгаузом у 1806 році й присвячене сучасній історії та літературі, періодичне видання голландською мовою «De Ster» («Зірка») після звернення Батавської республіки у Королівство Голландію було заборонене вже через три місяці, а журнал «Amsterdamsch Avond- Journaal», що замінив його, спіткала та ж доля упродовж коротшого за цей термін.
Разом з тим, Фрідріх заснував щомісячний журнал німецькою мовою «Individualitäten» Крамера (1806-1807), також французьке белетристичне видання, що виходило раз у три місяці, «Le Conservateur» (1807—1808), та видавав багато творів у галузі точних наук, політики і витонченої словесності. Але його книготорговельне підприємство, за несприятливих обставин того часу, не могло успішно розвиватися, тому він наважився залишити Амстердам і перенести своє підприємство до Німеччини.
У 1811 році він відновив у Альтенбурзі свою видавничу діяльність, спочатку під вивіскою «Kunst-und Industrie Comptoir von Amsterdam», яку 15 січня 1814 року замінив на «Ф. А. Брокгауз», що збереглася і досі.
Ще у 1808 році, Арнольд придбав видавниче право на розпочатий у 1796 році «Conversations Lexikon» і закінчив перше його видання у 1809—1811, з приєднанням двох додаткових томів. Він зрозумів всю важливість цього підприємства, і у 1812 році розпочав друге видання його, із відповідними духу того часу, змінами, узявши на себе і його редакцію. Через це, Брокгауза інколи вважають справжнім засновником «Conversations Lexikon'a».
За кілька днів до битви під Лейпцигом і перед наступом ворога, Фрідріх розпочав видання політичної газети під заголовком «Deutsche Blätter» (з 14 жовтня 1813 року до травня 1816 року), яка швидко набула вагомості та впливу.
У 1817 році Брокгауз переїхав до Лейпцига. Він постійно перебував у місті з Великоднього ярмарку. Було бажання заснувати власну друкарню для випуску «Бесід-лексикону», і спеціально для цього відправив свого старшого сина Фрідріха вчитися на книгодрукаря до Брауншвейгу. Крім кількох видань «Conversations Lexikon» (з 3-го по 6-е), він упродовж небагатьох років встиг видати чимало великих видань, розпочатих ним частково ще за старих часів. До числа цих видань належать:
- альманах «Urania» (з 1810);
- «Zeitgenossen» (з 1816);
- Окена «Isis» (з 1817);
- «Hermes oder kritisches Jahrbuch der Litteratur» (з 1819), редакцію якого з 1820 узяв на себе сам Брокгауз;
- потім, заснований ним же «Litterarisches Conversations Blatt» (з 1820, як продовження розпочатого Коцебу в 1818 «Litterarisches Wochenblatt»);
- рівним чином безліч творів у всіх галузях літератури, у тому числі твори Раумера («Geschichte der Hohenstaufen»), A. Шопенгауера, Фосса (переклади Шекспіра) та інших.

З цією великою видавничою діяльністю поєднувалися часті поїздки; дуже жваве, і не менш велике, особисте листування, складання записок і брошур про передруки і свободи друку.
Брокгаузу довелося вести запеклу боротьбу з цензурою, у 1821 році застосовано виняткову сувору міру щодо усіх його видань — повторну цензуру (Recensur), що припинилася лише після його смерті. Як ці цензурні причіпки, так і підрив передруком його видавничих підприємств, особливо «Conversations Lexikon», отруювали йому здоров'я і засмучували його доти квітуче життя. Він помер 20 серпня 1823 року.